# Хризостом (Даскалакис)
Митрополи́т Хризосто́м (греч. Μητροπολίτης Χρυσόστομος в миру Иоа́ннис Даскала́кис, греч. Ιωάννης Δασκαλάκης; 31 августа 1906, Афины — 16 апреля 1961, Корони) — епископ Элладской православной церкви, митрополит Мессинский (1945—1961).

## Биография
Родился 31 августа 1906 года в Афинах. Окончил богословскую школу Афинского университета.
7 июня 1930 года был хиротонисан во диакона, а в 1933 году архиепископом Афинским Хризостомом (Пападопулосом) хиротонисан во пресвитера.
В 1934 году назначен настоятелем Монастыря Пендели, а в 1941 году — протосинкеллом Афинской архиепископии.
28 февраля 1942 года был рукоположен в сан епископа и возведён в достоинство митрополита Гифийского.
После ухода на покой митрополита Поликарпа (Синодиноса), 13 октября 1945 года избран митрополитом Мессинским. В период своего управления митрополией, активно противодействовал греческому старостильному движению и митрополиту Хризостому (Пулупатису).
Скончался скоропостижно 14 апреля (по другим данным — 16 апреля) 1961 года в Корони. Отпевание и погребение, которые совершил архиепископ Афинский Феоклит (Панайотопулос), состоялись 18 апреля в Каламате. Похоронен на кладбище в Каламате.